# کنسولگری‌ها در تبریز
کنسولگری‌های تبریز به نمایندگی‌های سیاسی و دیپلماتیکِ خارجی در شهر تبریز اشاره دارد. تبریز در ایران پهلوی دارای ۱۱ کنسولگری بود که بیشتر این کنسولگری‌ها با انقلاب ۵۷ و تشکیل نظام جمهوری اسلامی ایران تعطیل شدند. در حال حاضر و در دوران حکومت جمهوری اسلامی ۲ کشور ترکیه و جمهوری آذربایجان در این شهر دارای کنسولگری هستند.
بیشتر این کنسولگری ها از اواخر دورهٔ قاجار تا اوایل قرن بیستم در شهر تبریز واقع شدند. این دفاتر که در محله ارمنی‌نشین ایچری ارمنستان متمرکز بودند، به‌ویژه در دورهٔ حکمرانی عباس میرزا در تبریز به‌منظور تسهیل امور کنسولی، اقتصادی، و ارتباطات بین‌المللی تأسیس شدند؛ کنسولگری عثمانی مهم‌ترین و تاریخی‌ترین آنها بود که تا زمان جنگ جهانی اول فعال بود.

## پیشینه

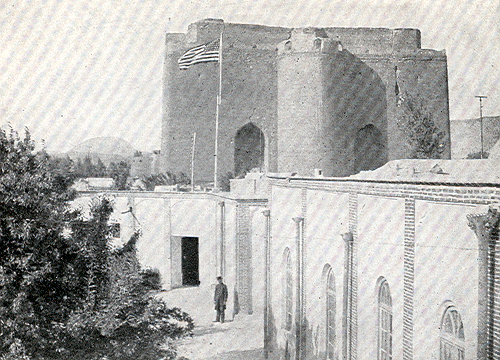
پرچم آمریکا در حال اهتزاز در کنسولگری ایالات متحدهٔ آمریکا در ضلع جنوبی ارگ تبریز به سال ۱۹۱۱ میلادی؛ تصویر گرفته شده توسط مورگان شوستر.

در نخستین روزهای دههٔ ۱۸۱۰ میلادی (حدودِ ۱۲۲۵–۱۲۲۶ ق)، فتح‌علی‌شاه قاجار مسئولیت رسمیِ ادارهٔ روابط خارجی را به ولیعهدش، عباس میرزا اعطا کرد؛ به این ترتیب، تبریز به مرکز اجرای سیاست خارجی ایران بدل شد. در سال ۱۸۱۱ م، سفیر رسمی عثمانی به جای تهران، در تبریز مستقر شد و به‌تدریج کنسولگری‌های روسیه، بریتانیا و فرانسه نیز به این شهر منتقل شدند.
تصمیم سال ۱۸۱۰ میلادی حکایت از آن دارد که ایران برای نخستین بار وزارت امور خارجه را خارج از تهران تعریف کرد؛ دبیرخانه برخی مذاکرات رسمی، مکاتبات دیپلماتیک و برگزاری سفرهای خارجی از تبریز انجام می‌شد؛ این تحول نه‌تنها مناسب جغرافیای تبریز با کشورهای همسایه مانند عثمانی و روسیه بود، بلکه تبریز را به «دروازه دیپلماسی قاجار» تبدیل ساخت. اگرچه پس از مرگ عباس میرزا (۱۸۳۳) عمده این وظایف به تهران بازگشت، اما ساختار یادشده تا مشروطه پابرجا ماند.
تبریز در گذشته دارای ۱۱ کنسولگری بود که از جمله آن‌ها می‌توان به کنسولگری ایالات متحده آمریکا، روسیه، فرانسه، آلمان، اتریش، بریتانیا، عثمانی، جمهوری جنوا ، جمهوری ونیز و عراق اشاره کرد. این در حالی بود که در همان زمان در پایتخت ایران، تهران، تنها هفت سفارت خارجی فعالیت داشتند. بیشتر کنسولگری‌ها در محلات قدیمی تبریز همچون ایچری ارمنستان، «بارون آواک»، «میدان ترلان» در خیابان شریعتی کنونی و میارمیار واقع شده بودند. عمده فعالیت این کنسولگری‌ها برای امور اقتصادی و بازرگانی بود. در آن دوران، مواد اولیهٔ ارزان قیمت آذربایجان مثل پنبه، پشم، ابریشم و صنایع نساجی و بافت فرش، کشورهای اروپایی را به برقراری روابط اقتصادی با تبریز و آذربایجان تشویق می‌کرد.
کنسولگری انگلیس قدیمی‌ترین نمایندگی سیاسی خارجی در تبریز بود که در سال ۱۸۳۷ میلادی تأسیس شده و در محدوده بلوک امروزی پاساژ (کوچه پستخانه قدیم)، در کوچه زرگرباشی قرار داشت. کنسولگری روسیه نیز که کمی پس از آن تاریخ فعالیت خود را آغاز کرد، در شمال بلوک پاساژ، در کوچه کنسولگری واقع شده بود. کنسولگری فرانسه نیز در سال ۱۸۶۶ میلادی در همین کوچه گشایش یافت. این کوچه به سبب وجود این دو کنسولگری به نام «کوچه کنسولگری» معروف شد.کنسولگری آمریکا نیز در سال ۱۹۰۶ میلادی تأسیس شد.
بیشتر کنسولگری‌های تبریز به غیر از کنسولگری‌های آمریکا، شوروی، فرانسه و ترکیه، در زمان دولت محمد مصدق تعطیل شدند. در حال حاضر تنها کنسولگری‌های ترکیه و جمهوری آذربایجان در این شهر فعالند.

## فهرست کنسولگری‌ها
|                     | نام کشور            | وضعیت کنسولگری |
| ------------------- | ------------------- | -------------- |
| جمهوری آذربایجان    | جمهوری آذربایجان    | فعال           |
| ترکیه               | ترکیه               | فعال           |
| ارمنستان            | ارمنستان            | فعال           |
| آلمان               | آلمان               | غیرفعال        |
| ایالات متحده آمریکا | ایالات متحدهٔ آمریکا | غیرفعال        |
| بریتانیا            | بریتانیا            | غیرفعال        |
| روسیه               | روسیه               | غیرفعال        |
| فرانسه              | فرانسه              | غیرفعال        |
| عراق                | عراق                | غیرفعال        |
| اتریش               | اتریش               | غیرفعال        |
| جمهوری ونیز         | جمهوری ونیز         | غیرفعال        |
| جمهوری جنوا         | جمهوری جنوا         | غیرفعال        |
| امپراتوری عثمانی    | امپراتوری عثمانی    | غیرفعال        |

## تعطیلی و وضعیت معاصر
پس از آغاز جنگ جهانی اول، دفاتر دیپلماتیک کشورهای خارجی در ایران – از جمله در تبریز – طبق تصمیمات روس، بریتانیا و برخی کشورهای اروپایی تعطیل شدند. با فروپاشی امپراتوری عثمانی و تغییر نظام سیاسی در ایران، بسیاری از کنسولگری‌ها باقی نماندند؛ امروزه در شهر تبریز تنها دو کنسولگری رسمی همچنان فعالیت دارند: سفارت ترکیه (سرکنسولگری) و جمهوری آذربایجان.

## پیشنهاد احیای کنسولگری‌ها در تبریز
برخی مقامات محلی و دبیران حوزه امور بین‌الملل درباره ضرورت احیای کنسولگری‌های خارجی فعال در تبریز سخن گفته‌اند. در سال ۲۰۱۸ م، نمایندگانی از کشورهای آلمان (درخواست ایجاد کنسولگری جدید) و روسیه (درخواست احیای دفتر سابق) با اداره کل وزارت امور خارجه ایران دیدار کرده و مورد تأیید و استقبال قرار گرفتند. شهرداران و اعضای اتاق بازرگانی تبریز نیز پایداری حضور مجدد دفاتر را برای ترویج روابط فرهنگی، گردشگری و اقتصادی ضروری دانسته‌اند.